# The Nightcrawlers (gruppo musicale statunitense anni 1960)
The Nightcrawlers sono stati un gruppo musicale statunitense garage rock attivo negli anni sessanta.

## Storia
Formati a Daytona nella seconda metà degli anni sessanta, i Nightcrawlers sono principalmente ricordati per il loro brano The Little Black Egg (1965), comparso nel loro unico omonimo album (1967) e nell'antologia Nuggets: Original Artyfacts from the First Psychedelic Era, 1965–1968 curata da Lenny Kaye. La traccia è stata reinterpretata da altri gruppi come i Pagans e i Primitives. La band si è sciolta nel 1970.

## Formazione
- Chuck Conion
- Pete Thomason
- Robbie Rouse
- Sylvan Wells
- Tommy Ruger

## Discografia

### Album in studio
- 1967 – The Little Black Egg

### Singoli
- 1965 – The Little Black Egg
- 1965 – Cry
- 1966 – A Basket of Flowers
- 1966 – I Don't Remember
- 1967 – My Butterfly